# Sachiko Sugiyama
Sachiko Sugiyama (杉山祥子?, Sugiyama Sachiko; Oyama, 19 ottobre 1979) è un'ex pallavolista giapponese.
Giocava nel ruolo di centrale.

## Carriera
La carriera di Sachiko Sugiyama inizia nei tornei scolastici giapponesi. Nella stagione 1998-99 inizia la carriera professionistica, esordendo nella V.League con le NEC Red Rockets e ricevendo il premio di miglior esordiente. Con le Red Rockets Kawasaki vince tre scudetti e due Tornei Kurowashiki. Nel 2000 esordisce nella nazionale giapponese, con la quale un anno dopo si classifica al terzo posto alla Grand Champions Cup. Dopo una finale persa nell'edizione 2003 ed un terzo posto nell'edizione 2005, nel 2007 vince il campionato asiatico e oceaniano; nel 2006 è medaglia d'argento ai XV Giochi asiatici. Al termine della stagione 2012-13, dopo aver giocato ben quindici campionati consecutivi con le Red Rockets Kawasaki, annuncia il proprio ritiro dalla pallavolo, ricevendo durante la premiazione del campionato uno speciale premio alla carriera; disputa così l'ultima competizione della sua carriera giocando il Torneo Kurowashiki, dove giunge fino alla finale, ricevendo il premio di miglior spirito combattivo e venendo inserita nel sestetto ideale del torneo.

## Palmarès

### Club
- Campionato giapponese: 3

1999-00, 2002-03, 2004-05
- Torneo Kurowashiki: 2

1997, 2001

### Nazionale (competizioni minori)
- Trofeo Valle d'Aosta 2004
- Giochi asiatici 2006

### Premi individuali
- 1998 - V.League: Miglior esordiente
- 2002 - V.League: Miglior attaccante
- 2002 - V.League: Sestetto ideale
- 2003 - V.League: Sestetto ideale
- 2004 - V.League: Miglior muro
- 2004 - V.League: Sestetto ideale
- 2006 - V.League: Miglior muro
- 2006 - V.League: Sestetto ideale
- 2009 - V.Premier League: Miglior muro
- 2009 - V.Premier League: Sestetto ideale
- 2011 - Torneo Kurowashiki: Sestetto ideale
- 2013 - V.Premier League: Premio speciale alla carriera
- 2013 - Torneo Kurowashiki: Miglior spirito combattivo
- 2013 - Torneo Kurowashiki: Sestetto ideale